# Tschirgant
Der Tschirgant ist ein 2370 m ü. A. hoher Berg bei Imst in Tirol. Der Gipfel liegt auf der Grenze der Gemeinden Karrösten und Karres. Der Name ist erstmals 1459 als Schurgant verschriftlicht und dürfte sich von dessen schaufelförmiger Spitze ableiten, die ein altes Dialektwort für „Schaufel“ bewahrt (zu althochdeutsch scurjan ‚schürfen‘).

## Lage
Der Tschirgant ist der Hauptgipfel des gleichnamigen Massivs, das vom Tschirgant im Südwesten zum 2096 m hohen Simmering im Nordosten verläuft. Es liegt zwischen dem Gurgltal im Norden und dem Oberinntal im Süden. Das Tschirgantmassiv bildet den westlichsten Ausläufer der Mieminger Kette.
Als Besonderheit stoßen am Hauptgipfelpunkt die fünf Gemeindegebiete von Tarrenz, Karres, Karrösten, Roppen und Haiming aufeinander. Auch gibt es drei Gipfelkreuze für die jeweils von den Orten Karres, Karrösten und Haiming aus zu sehenden markantesten Punkte des Bergrückens.
Unter dem Tschirgant verläuft der 5100 m lange Roppener Tunnel der Inntalautobahn. Ein weiterer Tunnel durch das Tschirgantmassiv, der Tschirganttunnel von Haiming nach Nassereith, war östlich davon geplant und ist seit Jahrzehnten ein politisches Thema.

## Geologie
Das Bergmassiv setzt sich aus Wettersteinkalk und -dolomit zusammen und weist Karstformen auf. Der Bergriegel, der das Inntal zur Imster Schlucht verengt, ist aus mehreren parallelen Faltungen aufgebaut, die nach Osten hin absinken. Im Bereich der Weißen Wand gibt es mehrere Bruchlinien, wo sich vor etwa 3000 Jahren ein massiver Bergsturz mit einem Volumen von 240 Millionen m³ und einem Ablagerungsgebiet von 13 km² ereignete. Dieses Ereignis wurde ursprünglich auf das Ende der Eiszeit datiert. Dann jedoch legte 1987 ein Hochwasser unter den Bergsturzschottern verschüttete Baumstämme frei, deren Alter sich bestimmen ließ. Trotz des zeitlichen Abstandes zum Rückzug des Inn-Gletschers gilt der Bergsturz durch den somit fehlenden Gegendruck als mit bedingt. Weiterhin wurden mehrere, für die Gegend relativ heftige Erdbeben der Magnitude 5,5 bis 6,5 in kurzer Abfolge und mit geringer Herdtiefe, die dem Bergsturz vorausgingen und die Bergflanke nach dem Abschmelzen des stützenden Eises weiter destabilisierten, als Grund für den Abgang der Felsmassen erforscht.
Die Ablagerungen des Bergsturzes bilden ein moränenartiges Hügelgelände zwischen Haiming, Roppen und der Mündung des Ötztals. Das landwirtschaftlich unproduktive Gelände („Forchet“) ist heute ein lichter artenreicher Föhrenwald. In der Strauchschicht finden sich unter anderem Berberitze, Wacholder und Felsenbirne. In der Krautschicht wächst die Schneeheide.
Ab dem 15. Jahrhundert wurde am Tschirgant bei Karrösten Blei, Silber und Zink abgebaut. Ein Geolehrpfad zur Karröster Alm führt an ehemaligen Stolleneingängen und Abraumhalden vorbei.

## Anstiege
Markierte alpine Steige erschließen den beliebten Aussichtsberg von mehreren Seiten: Von Süden von der Karrer Alm (1613 m) oberhalb von Karres, von der Haiminger Alm (1786 m) im Osten und von der Karröster Alm (1467 m) im Nordwesten.